# Бангангте
Бангангте (фр. Bangangté) — город и коммуна в Камеруне, административный центр департамента Нде Западного региона. В основном здесь проживает народ племени бамилеке. Административная единица Бангангте была создана в 1930 году, которая в 1961 году вошло в департамент Нде.

## Климат
В Бангангте тропический климат саванн типа Aw в соответствии с классификацией климатов Кёппена со средней годовой температурой 20,4 °C и количеством осадков около 1950 мм в год, причём летом больше, чем зимой.

## Образование
В Бангангте находится Горный университет (фр. Université des Montagnes), небольшой частный университет, специализирующийся на программах в области здравоохранения и технологий.

## Транспорт
Бангангте связана автобусными маршрутами с такими основными городами Камеруна, как Бафусам, Дуала и столица Яунде.

## Инфраструктура
В Бангангте расположены два основных рынка A и B. Рынок A расположен в центре города и открыт семь дней в неделю. Здесь продаются свежие продукты, одежда, основные комплектующие и электроника. Рынок B расположен в районе к югу от центра города и открыт по средам и субботам. Как правило, в нём есть похожий ассортимент товаров, что и на рынке A, но гораздо больше продавцов, поэтому цены могут быть ниже.

## Национальный состав
Доминирующая племенная группа в коммуне Бангангте — народ бамилеке. Традиционным обществом правит вождь племени, или король.